# Aaron Babayila
Aaron Babayila – kongijski piłkarz grający na pozycji pomocnika. W swojej karierze grał w reprezentacji Zairu.

## Kariera reprezentacyjna
W 1976 roku Babayila został powołany do reprezentacji Zairu na Puchar Narodów Afryki 1976. Zagrał w nim w jednym meczu grupowym, z Nigerią (2:4).